# Saint-Georges-du-Rosay
 Saint-Georges-du-Rosay  es una población y comuna francesa, situada en la región de Países del Loira, departamento de Sarthe, en el distrito de Mamers y cantón de Bonnétable.

## Demografía
| 493 | 467 | 380 | 363 | 372 | 386 |
| Para los censos de 1962 a 1999 la población legal corresponde a la población sin duplicidades (Fuente: INSEE [Consultar]) |     |     |     |     |     |